# Alibi
Alibiul (din fr. alibi) este o justificare, dovada de nevinovăție rezultată din constatarea că, la data sau momentul săvârșirii infracțiunii, cel învinuit se afla în altă parte decât la locul săvârșirii ei, acest lucru trebuie de regulă atestat de cel puțin un martor. Mijloc de apărare care aduce în sprijin un alibi. (În expresie) A (nu) avea (nici)o motivare.
Conform prevederilor prezumției de nevinovăție, în cazul în care apărarea a pretins un alibi, responsabilitatea de a colecta dovezi de susținere sau de respingere a alibiului revine procurorului. Cu toate acestea, în unele surse se menționează în mod expres că dovada alibiului îi revine acuzatului.
Argumentul de apărare, bazat pe alibiul inculpatului, poate fi considerat respins doar dacă instanței i s-au prezentat dovezi solide că, la momentul crimei, învinuitul era într-adevăr în locul infracțiunii presupuse.
Uneori se distinge și un alibi subiectiv, prin care se înțelege imposibilitatea comiterii unei infracțiuni din cauza caracteristicilor de personalitate ale acuzatului, a caracteristicilor de personalitate ale victimei, a particularităților presupusei infracțiuni etc.
Cu toate acestea, în interpretarea strictă a termenului, a numi astfel de circumstanțe "alibi" este incorect.